# Kim Hae-woon
Kim Hae-woon (김해운?; Incheon, 25 dicembre 1973) è un allenatore di calcio ed ex calciatore sudcoreano, di ruolo portiere. Attualmente è l'allenatore dei portieri dell'Henan Jianye.

## Carriera
A livello di club, dopo aver giocato nella squadra universitaria della città di Taegu, nel 1996 approda nel Seongnam IC, dove resta fino al ritiro, avvenuto nel 2008, e con cui vince tutte le competizioni nazionali e una competizione internazionale: l'A3 Champions Cup nel 2004.
Tra il 1992 e il 1993 ha fatto parte della Nazionale Under-20 sudcoreana e, nel 2000, è stato convocato per partecipare alla Coppa d'Asia 2000 in Libano, senza però mai scendere in campo.

## Palmarès

### Competizioni nazionali
- Campionato sudcoreano: 4

Seongnam IC: 2001, 2002, 2003, 2006
- Coppa della Corea del Sud: 1

Seongnam IC: 1999
- Coppa di Lega sudcoreana: 2

Seongnam IC: 2002, 2004
- Supercoppa della Corea del Sud: 1

Seongnam IC: 2002

### Competizioni internazionali
- A3 Champions Cup: 1

Seongnam IC: 2004